# Pseudolaguvia inornata
Pseudolaguvia inornata är en fiskart som beskrevs av Ng 2005. Pseudolaguvia inornata ingår i släktet Pseudolaguvia och familjen Erethistidae. IUCN kategoriserar arten globalt som otillräckligt studerad. Inga underarter finns listade i Catalogue of Life.